# UEFAインタートトカップ
UEFAインタートトカップ（UEFA Intertoto Cup (ラテン語: inter, ドイツ語: toto),）は、欧州サッカー連盟（UEFA）が6～8月に開催する欧州間のクラブチームによる国際大会。前身は1961年に始まったInternational Football Cup。1995年にUEFAインタートトカップとなる。

## 概要
UEFAチャンピオンズリーグや、UEFAカップ（現UEFAヨーロッパリーグ）の出場権を得られなかったクラブが参加する大会。各国の中位クラブの大会という意味合いが強かった。
1995年から2005年まで、全5回戦をトーナメント形式でホーム&アウェーの2試合ずつ行い、優勝3クラブに対してUEFAカップ1回戦の出場権が与えられた。参加枠はUEFAランキングに応じてUEFAにより分配された。
2006年から3回戦制となり、決勝戦を行わず、11クラブがUEFAカップ予備予選2回戦から出場の権利を得る形に変更された。同時に参加クラブは各協会ごとに原則1クラブとされた。2009-2010シーズンから欧州カップ戦の形式が変更されるため、2008年の開催が最後となった。

## 開催方式
- ホーム・アンド・アウェーのトーナメント方式。

### 1995年-2005年
- 1回戦 - 42クラブ（各国のクラブ25クラブ+シード17クラブ）
- 2回戦 - 32クラブ（1回戦を勝ち抜いた21クラブ+シード11クラブ）
- 3回戦 - 24クラブ（2回戦を勝ち抜いた16クラブ+シード8クラブ）
- 準決勝 - 12クラブ
- 決勝 - 6クラブ
- 優勝した3クラブにUEFAカップ1回戦の出場権。

### 2006年-2008年
- 1回戦 - 28クラブ
- 2回戦 - 28クラブ（1回戦を勝ち抜いた14クラブ+シード14クラブ）
- 3回戦 - 22クラブ（2回戦を勝ち抜いた14クラブ+シード8クラブ）
- 3回戦を勝ち抜いた11クラブにUEFAカップ予選2回戦の出場権。

## 結果
| 開催年 | 勝者                           | 勝者                                 | 勝者                                 | 勝者                     |
| ------ | ------------------------------ | ------------------------------------ | ------------------------------------ | ------------------------ |
| 1995   | FCジロンダン・ボルドー         | RCストラスブール                     | FCヴァッカー・インスブルック         | カールスルーエSC         |
| 1996   | シルケボーIF                   | EAギャンガン                         | カールスルーエSC                     |                          |
| 1997   | AJオセール                     | オリンピック・リヨン                 | SCバスティア                         |                          |
| 1998   | ヴェルダー・ブレーメン         | ボローニャFC                         | バレンシアCF                         |                          |
| 1999   | ウェストハム・ユナイテッドFC   | モンペリエHSC                        | ユヴェントスFC                       |                          |
| 2000   | VfBシュトゥットガルト          | ウディネーゼ・カルチョ               | セルタ・デ・ビーゴ                   |                          |
| 2001   | アストン・ヴィラFC             | トロワAC                             | パリ・サンジェルマンFC               |                          |
| 2002   | フラムFC                       | VfBシュトゥットガルト                | マラガCF                             |                          |
| 2003   | シャルケ04                     | ACペルージャ                         | ビジャレアルCF                       |                          |
| 2004   | リール                         | シャルケ04                           | ビジャレアルCF                       |                          |
| 2005   | RCランス                       | オリンピック・マルセイユ             | ハンブルガーSV                       |                          |
| 2006   | ニューカッスル・ユナイテッドFC | FCトゥウェンテ                       | オーデンセBK                         | エスニコス・アフナFC     |
| 2006   | AJオセール                     | カイセリスポル                       | グラスホッパー・クラブ・チューリッヒ | オリンピック・マルセイユ |
| 2006   | ヘルタ・ベルリン               | SVリート                             | NKマリボル                           |                          |
| 2007   | アトレティコ・マドリード       | ブラックバーン・ローヴァーズFC       | RCランス                             | FCオツェルル・ガラツィ   |
| 2007   | UCサンプドリア                 | ハンブルガーSV                       | ハンマルビーIF                       | SKラピード・ウィーン     |
| 2007   | オールボーBK                   | FCトボル                             | UDレイリア                           |                          |
| 2008   | デポルティーボ・ラ・コルーニャ | アストン・ヴィラFC                   | VfBシュトゥットガルト                | ローゼンボリBK           |
| 2008   | スタッド・レンヌ               | SSCナポリ                            | IFエルフスボリ                       | FCヴァスルイ             |
| 2008   | SKシュトゥルム・グラーツ       | グラスホッパー・クラブ・チューリッヒ | SCブラガ                             |                          |